# الوكالة الوطنية للطيران المدني البرازيلية
الوكالة الوطنية للطيران المدني البرازيلية (بالبرتغالية: Agência Nacional de Aviação Civil )، والمعروفة اختصاراً باسم (ANAC)، هي هيئة الطيران المدني البرازيلية، التي تم إنشاؤها في عام 2005. يقع مقرها الرئيسي في مبنى الشركات سيتي بارك في برازيليا.
وهي جزء من الأمانة العامة للطيران المدني البرازيلية، وهي الوكالة التي انبثقت من وزارة الطيران المدني السابقة (DAC) وقسم شهادات الطيران المدني (المركز الفني للطيران - CTA)، وهي هيئة اعتماد الطائرات البرازيلية. والوكالة هي المسؤولة عن تنظيم والإشراف على أنشطة الطيران المدني، والبنية التحتية للطيران والمطارات.

## روابط خارجية
- الموقع الرسمي
 باللغة البرتغالية
- oantagonista.com باللغة البرتغالية